# Ortilia schaeferi
Ortilia schaeferi är en fjärilsart som beskrevs av Köhler 1945. Ortilia schaeferi ingår i släktet Ortilia och familjen praktfjärilar. Inga underarter finns listade i Catalogue of Life.